# Espionnage nucléaire
L’espionnage nucléaire est le don (ou vol) intentionnel et sans autorisation de secrets d'État concernant les armes nucléaires à d'autres pays. Au cours de l'histoire des armes nucléaires, il y eut de nombreux cas d'espionnage nucléaire établi, et aussi de nombreux cas de soupçons ou d’allégations d'espionnage. Du fait que les armes nucléaires sont généralement considérées comme le plus important des secrets d’État, toutes les nations disposant d’armes nucléaires ont des restrictions strictes contre la diffusion d'informations relatives à la conception d'armes nucléaires, les stocks, leurs vecteurs et leur déploiement. Les États sont également limités dans leur éventuelle volonté d’ouverture au public d’informations sur les armes par des accords de non-prolifération.

## États-Unis

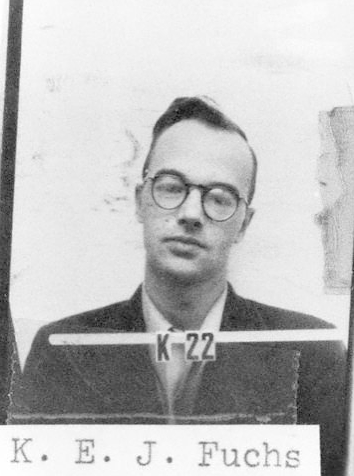
Klaus Fuchs est considéré comme ayant été le plus précieux des pendant le projet Manhattan.

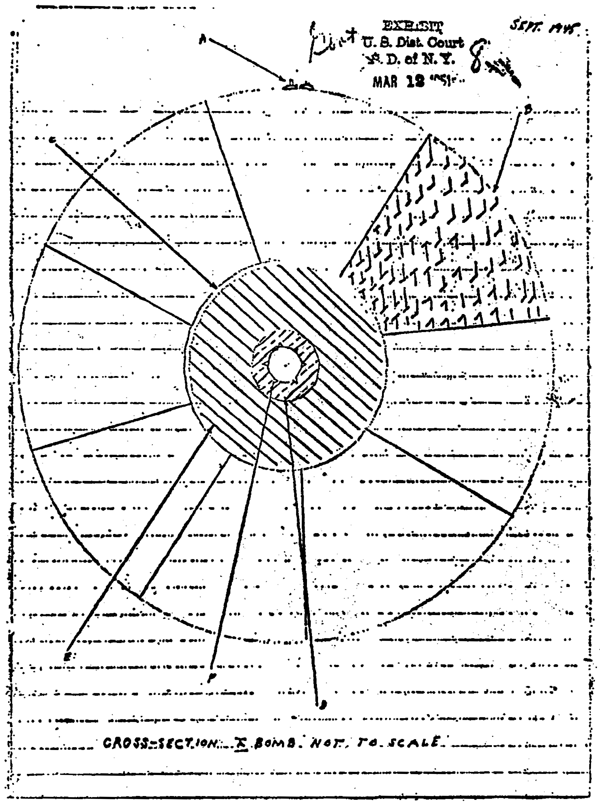
Un schéma d'une conception d'arme nucléaire à implosion par David Greenglass, illustrant ce qu'il aurait donné aux Rosenberg pour être transmis à l'Union soviétique.

Durant le projet Manhattan, l'effort conjoint des États-Unis, du Royaume-Uni et du Canada pour créer les premières armes nucléaires, il y eut de nombreux cas d'espionnage nucléaire dans lequel les scientifiques ou techniciens du projet transmirent des informations sur le développement et la conception de la bombe à l'Union soviétique. Ces personnes sont souvent désignées sous le vocable d’espions atomiques (en), et leur travail se poursuivit au début de la guerre froide. 
Lorsque la plupart de ces cas devinrent bien connus dans le contexte anti-communiste des années 1950, des polémiques sans fin apparurent quant aux détails exacts. La publication des transcriptions du Projet Venona (interception et décryptage de messages entre les agents soviétiques et le gouvernement soviétique) levèrent une partie des incertitudes. Certaines questions restèrent en suspens, cependant.
Les plus importantes de celles-ci incluent :
- Klaus Fuchs - réfugié allemand et physicien théorique qui travailla avec la délégation britannique à Los Alamos pendant le projet Manhattan. Il fut finalement découvert, avoua, et fut condamné à la prison en Grande-Bretagne. Il fut, plus tard, libéré, et émigra en Allemagne de l'Est.

En raison de ses liens étroits avec de nombreux aspects du projet, de sa grande connaissance technique, et des informations qu'il transmit, il est considéré comme ayant été le plus précieux des « espions atomiques » soviétiques. Il donna également des informations préliminaires sur le programme de la bombe à hydrogène américaine, mais comme il n'était pas présent au moment où la conception Teller-Ulam fut découverte, ces informations ne sont pas considérées comme ayant été d'une grande valeur.
- Theodore Hall - un jeune physicien américain de Los Alamos, dont le travail d’espion ne fut révélé que très tard au XXe siècle. Il n'a jamais été arrêté pour son travail d'espionnage, mais semble avoir admis son activité ces dernières années à des journalistes et à sa famille[réf. nécessaire].

- David Greenglass - machiniste américain à Los Alamos pendant le projet Manhattan. Greenglass avoua qu'il avait donné des schémas bruts des expériences de laboratoire aux Russes durant la Seconde Guerre mondiale.

Certains aspects de son témoignage contre sa sœur et son beau-frère (les Rosenberg, voir ci-dessous) sont maintenant considérés comme ayant été fabriqués afin de protéger sa femme des poursuites. Greenglass a avoué son activité d’espionnage et fut condamné à une longue peine de prison.
- George Koval - fils américain né d'une famille d'émigrants biélorusses qui retourna en Union soviétique, où il fut enrôlé dans l'Armée rouge et recruté par le service de renseignement GRU. Il infiltra l'armée américaine et devint un agent de santé spécialisé dans les rayonnements dans le Special Engineer Detachment. Agissant sous le nom de code DELMAR, il obtint des informations d’Oak Ridge et du projet Dayton sur le détonateur Urchin (en) utilisé sur la bombe au plutonium Fat Man. Son travail ne fut pas connu à l'Ouest jusqu'à ce qu'il fut reconnu, à titre posthume, comme un héros de la fédération de Russie par Vladimir Poutine en 2007.

- Ethel et Julius Rosenberg, Américains qui furent prétendument impliqués dans la coordination et le recrutement d'un réseau d’espionnage qui incluait David Greenglass. Alors que la plupart des historiens pensent que Julius était probablement impliqué dans un réseau d’espionnage, le fait qu’Ethel était impliquée ou avait connaissance de l'activité de son mari ou non reste un sujet de litige. Julius et Ethel refusèrent d'avouer les faits qui leur étaient reprochés, et furent condamnés et exécutés à la prison de Sing-Sing.

- Harry Gold - américain, avoua avoir agi comme messager pour Greenglass et Fuchs.

Le fait que les informations provenant de l'espionnage augmentèrent considérablement la vitesse de développement du projet de bombe atomique soviétique est contesté. Bien que certaines des informations données, telles que les informations théoriques très techniques fournies par Klaus Fuchs, pourrait-on penser avoir certainement contribué à l'élaboration d'une arme nucléaire, la manière dont les chefs de projet de la bombe soviétique, Igor Kourtchatov et Lavrenti Beria, utilisèrent effectivement l'information conduisit plus tard les historiens à douter qu’elles aient permis d'accélérer son développement. Selon eux, Kourtchatov et Béria utilisèrent l'information avant tout comme une « vérification » du travail de leurs propres scientifiques, et ne partageaient pas librement l'information avec eux, se méfiant à la fois de leurs propres scientifiques, et des informations issues de l'espionnage. Plus tard, des recherches montrèrent également qu’au début le frein principal dans le développement du programme soviétique n'était pas le problème de la conception des armes, mais, comme dans le projet Manhattan, de la difficulté à se procurer des matières fissiles, d'autant plus que l'Union soviétique n'avait pas gisements d'uranium connus quand elle commença son programme (contrairement aux États-Unis).

## France
En 1985, une opération commanditée par François Mitterrand à laquelle le gouvernement et les services secrets français prennent part, coule le navire amiral de l'organisation écologiste Greenpeace, le Rainbow Warrior, qui faisait route vers Mururoa pour protester contre les essais nucléaires français. 
En avril 2013, une agence de renseignement de la police française, la Direction centrale du Renseignement intérieur, a tenté de faire supprimer un article sur un site de télécommunication de la force de dissuasion nucléaire française — Station hertzienne militaire de Pierre-sur-Haute — de la version francophone de Wikipédia.

## Chine

Des informations sur la conception de l'ogive W88, une variante miniaturisée de la conception Teller-Ulam, aurait été volées par des agents chinois.

Dans un rapport de 1999 du comité spécial de la Chambre des représentants des États-Unis sur la sécurité nationale et militaire/préoccupations commerciales avec la République populaire de Chine, présidée par le républicain Christopher Cox (connu comme le rapport Cox), révéla que les agences de sécurité américaines pensaient qu'un programme d’espionnage nucléaire de la Chine était en cours.  Elles estimaient qu’il touchait les laboratoires américains de conception des armes nucléaires, en particulier le laboratoire national de Los Alamos, le laboratoire national de Lawrence Livermore, le laboratoire national d'Oak Ridge, et les laboratoires Sandia.
Selon ce rapport, la République populaire de Chine avait « volé des informations secrètes  sur l'ensemble des ogives thermonucléaires les plus avancées des États-Unis » depuis les années 1970, y compris sur la conception d'ogives thermonucléaires miniaturisées avancées (qui peuvent être utilisés sur les armes mirvées), la bombe à neutrons, et les « codes d'armes » qui permettent des simulations informatiques des essais nucléaires (permettant à la Chine pour faire avancer le développement de leurs armes sans les tester). Les États-Unis n’étaient apparemment pas au courant de ce réseau d’espionnage jusqu'en 1995.
Les enquêtes décrites dans le rapport conduisirent finalement à l'arrestation de Wen Ho Lee, un scientifique de Los Alamos, initialement accusé de donner des informations sur les armes à la République populaire de Chine. L'affaire contre Lee s'effondra finalement et il ne fut inculpé que de mauvaise gestion des données. Les autres personnes et groupes arrêtés ou condamnés à une amende furent le scientifique Peter Lee (sans lien de parenté avec Wen Ho Lee), qui fut arrêté pour avoir prétendument donné des secrets de radar sous-marins à la Chine, et les entreprises Loral Space and Communications et Hughes Electronics qui donnèrent des secrets sur les missiles à la Chine. Aucune autre arrestation concernant le vol des conceptions nucléaires ne fut faite. Le sujet fut l’objet d’un scandale considérable à l'époque.

## Israël
En 1986, un ancien technicien Mordechai Vanunu, à la centrale nucléaire israélienne près de Dimona révéla des informations sur le programme d'armement nucléaire israélien à la presse britannique, confirmant des bruits largement répandus qu'Israël avait un programme de pointe secret et des stocks d'armes nucléaires. Israël n'a jamais reconnu ou nié avoir un programme d'armes, et Vanunu fut enlevé et emmené clandestinement en Israël, où il fut jugé in camera et condamné pour trahison et espionnage.
Que Vanunu ait été véritablement impliqué dans de l'espionnage, en soi, est débattu : Vanunu et ses partisans affirment qu'il devrait être considéré comme un lanceur d'alerte (quelqu'un qui expose une pratique secrète et illégale), tandis que ses adversaires le considèrent comme un traître et sa divulgation d'information comme une aide aux ennemis de l’État d'Israël. Vanunu ne divulgua pas immédiatement ses informations et ses photos en  quittant Israël, voyageant pendant environ un an avant de le faire.

## Pakistan
De 1991 à 1993, sous le gouvernement de la première ministre Benazir Bhutto, l'ISI mena des opérations de renseignement couronnées de succès en Union soviétique. Elle acheta des matières nucléaires alors que beaucoup d’agents étaient affectés comme attaché militaire à l'ambassade du Pakistan à Moscou et obtint d'autres matériaux en provenance de Roumanie, d'Albanie, de Pologne et de l'ancienne Tchécoslovaquie.
En janvier 2004, le Dr Abdul Qadeer Khan avoua la vente de technologies sensibles à la Libye, l'Iran et à la Corée du Nord. Selon son témoignage et des rapports de services de renseignement, il vendit des plans de centrifugeuses (utilisées pour l'enrichissement de l'uranium), et également des centrifugeuses à ces trois pays. Khan avait déjà été reconnu comme ayant fait voler des conceptions de centrifugeuses à gaz d'une entreprise d'enrichissement d'uranium aux Pays-Bas (Urenco) qu'il utilisa pour lancer le programme d'armes nucléaires du Pakistan. Le 5 février 2004, le président du Pakistan, le général Pervez Musharraf, annonça qu'il avait gracié Khan. Le gouvernement pakistanais affirme qu'il n'avait pas participé à l’espionnage, mais refusa de laisser l'Agence internationale de l'énergie atomique interroger Khan.